# Laila Friis-Salling
Laila Friis-Salling (Qeqertarsuaq, 11 aprile 1985) è una sciatrice freestyle groenlandese con cittadinanza danese.

## Biografia
Figlia della ex leader politica di Atassut Augusta Salling e dell'impresario ittico Jens Kristian Friis-Salling.
Ha debuttato nella Coppa del mondo del 2015 a Park City. Nel 2017 si è qualificata ai Mondiali in Sierra Nevada e successivamente ha rappresentato la Danimarca ai Giochi olimpici invernali di Pyeongchang 2018 nell'halfpipe, non andando oltre le qualificazioni.
Nel 2018 ha preso parte alla 15ª stagione della versione danese di Dancing with the Stars.

## Palmarès

### Coppa del Mondo
- Miglior piazzamento in classifica generale: 86ª nella Coppa del Mondo 2016.